# Граната, Рокко
Ро́кко Грана́та (итал. Rocco Granata; род. 16 августа 1938 года) — бельгийский певец итальянского происхождения, аккордеонист и автор песен.

## Биография
Рокко Граната родился в Фильине-Вельятуро в регионе Калабрия в провинции Козенца, Италия. Когда ему было 10 лет, он с родителями переехал в Бельгию. Отец Гранаты был шахтёром, Рокко же посвятил себя музыке. Рокко играл на аккордеоне и объезжал Бельгию со своим собственным оркестром.
В 1959 году он издал сингл с песнями «Мануэла» и «Марина» (на разных сторонах пластинки). Сторона «Б» (песня «Марина») стала международным хитом, поднявшись на 1 место в Бельгии и Германии и попав в чарты многих странах Европы и в США. Только в одной Германии она продалась в более чем миллионе экземпляров и была отмечена золотым диском. Кавер-версии «Марины» записывали множество музыкантов по всему миру, включая таких, как Марино Марини, Ильхам Аль-Мадфай, Далида и Луис Армстронг.
После успеха «Марины» Граната объехал с концертными турами весь мир, выступал в том числе и в Нью-Йорке в «Карнеги Холл». В 1960 году на экраны кинотеатров вышел западногерманский художественный фильм «Марина», в котором звучало множество шлягеров Гранаты, будущих хитов в ФРГ. В 1961 году Граната выступил в Италии на Фестивале Сан-Ремо.
Позже Граната снискал успех и в роли музыкального продюсера. Ему принадлежали лейблы звукозаписи Cardinal Records и Granata Records, и он продюсировал таких артистов, как Марва, Луис Нефс, Мьел Кулс и De Elegasten.
В 1989 году по заказу Гранаты свет увидел танцевальный ремикс «Марины», который вывел эту песню опять на первое место чартов Бельгии, а также на высокие места в Италии и Германии.
Граната — регулярный гость на бельгийском телевидении. В частности, он был в жюри в бельгийском национальном отборе на конкурс Евровидения 2002 года. В марте 2002 году Гранате была присуждена ZAMU Lifetime Achievement Award (награда бельгийской музыкальной индустрии за жизненные достижения).
За свою карьеру Граната выпустил более 65 альбомов.
В 2013 году его молодости был посвящён ещё один фильм под титулом «Марина».

## Дискография
- См. статью «Rocco Granata § Singles» в английском разделе.